# Totalfat
Totalfat (estilizado como TOTALFAT) é uma banda japonesa de punk rock melódico formada em 1999. O TOTALFAT é composto pelo vocalista/guitarrista José, o vocalista/baixista Shun e o baterista Bunta. Eles ficaram conhecidos pela canção "Place to Try", tema de encerramento de Naruto Shippuden.

## História
TOTALFAT começou a tocar músicas do NOFX em 2000. Seus shows eram principalmente músicas de Ten Foot Pole, Millencolin e Slick Shoes. Em 2003, o TOTALFAT lançou seu primeiro álbum intitulado End of Introduction, pela gravadora independente japonesa Catch All Records. Eles embarcaram em uma turnê de lançamento de CD no Japão, que incluiu 41 shows. O primeiro álbum vendeu 3.500 cópias. Em 2004, TOTALFAT lançou um EP intitulado Get It Better pela Catch All Records. Depois, eles fizeram uma turnê de lançamento de CD que incluiu 48 shows pelo Japão. O EP vendeu cerca de 3.000 cópias. Eles também tocam em muitos festivais no Japão, como Rock in Japan, Punk Spring e sempre apoiam o Summer Sonic Festival de 2009 até hoje. Sua estreia em uma grande gravadora foi o álbum Overdrive. Ele chegou à 40ª posição no Oricon Albums Chart.
"Place to Try" foi a décima nona música de encerramento de Naruto Shippuden. A música durou 11 episódios, começando no episódio 231. O single chegou à 31ª posição no Oricon Singles Chart. Eles também tocaram a música “Good Bye, Good Luck”, e abriram os shows do The Offspring no Japão na turnê “Rise And Fall, Rage And Grace” JAPAN TOUR em 2008.
Em abril de 2019, o TOTALFAT anunciou em seu website que Kuboty estava deixando a banda e o show em 22 de outubro de 2019 seria seu show de despedida. A banda continuou como um trio a partir daí. Em 4 de maio eles tocaram no festival Japan Jam 2019 com bandas como Coldrain e Rottengraffty. Alguns meses depois da saída, Kuboty fundou uma marca de roupas chamada Shredders Society.
Em 23 de julho de 2022 tocaram com Hyde como convidados da turnê solo do cantor. Em setembro de 2022 a banda deixou sua gravadora e seguiu de maneira independente. Seu primeiro álbum lançado desta forma, Pure 40, contou com Kuboty como participante convidado. Em agosto de 2024 um fã foi vítima de assédio sexual em uma apresentação da banda, e o grupo expressou em seu website sua frustração e seu pedido de desculpas quanto ao ocorrido.

## Integrantes
Atuais
- José (ホセ, Hose) – vocal principal, guitarra solo (1999–presente)
- Shun – vocais, baixo (1999–presente)
- Bunta – bateria (1999-presente)

Ex-integrantes
- Toshi – guitarra solo (1999–2000)
- Yasushi – guitarra solo (2000–2005)
- Kuboty – guitarra solo (2004–2019)